# Rockwell AIM 65/40
Rockwell AIM 65/40 (AIM 65/40) је професионални рачунар фирме Rockwell који је почео да се производи у САД током 1981. године.
Користио је Rockwell 6502 микропроцесорску јединицу а RAM меморија рачунара је имала капацитет од 16 KB до 64 KB. 
Као оперативни систем кориштене су улазне/излазне рутине у ROM меморији.

## Детаљни подаци
Детаљнији подаци о рачунару AIM 65/40 су дати у табели испод.
|                       |                                                                                     |
| [ 1 ]                 |                                                                                     |
| Произвођач            |                                                                                     |
| Тип                   | професионални рачунар                                                               |
| Меморија              | 16 до 64 KB                                                                         |
| Поријекло             | Сједињене Америчке Државе                                                           |
| Година                | 1981                                                                                |
| Тастатура             | Пуни помак, 64 тастера са 8 функцијских тастера                                     |
| Процесор              |                                                                                     |
| Фреквенција процесора | 1                                                                                   |
| RAM                   | 16 до 64 KB                                                                         |
| ROM                   | Све до 32 KB                                                                        |
| Текст                 | вакуумски флуоресцентни показивач, 40 знакова, 16-сегментни алфанумерички показивач |
| Графика               | нема                                                                                |
| Боја                  | зелени приказ                                                                       |
| Звук                  | уграђени звучник                                                                    |
| Димензије             | 21 фунта                                                                            |
| Портови               |                                                                                     |
| Оперативни систем     | улазне/излазне рутине у ROM меморији                                                |